# Encarnación Alzona
Encarnación Alzona, née le 23 mars 1895 à Binan sur l'île de Luçon dans la province de la Lagune aux Philippines, morte le 13 mars 2001 à Manille, est une historienne, éducatrice et suffragette philippine, pionnière dans plusieurs domaines. Elle est la première femme philippine à obtenir un doctorat,,.
Elle milite à partir de 1919, par plusieurs articles, pour le droit de vote des femmes, finalement obtenu en 1937.
Universitaire et historienne, elle publie des ouvrages sur l'histoire de l'éducation aux Philippines, sur le statut et la condition des femmes, et des biographies de personnalités féminines. Elle devient présidente de la Commission historique nationale des Philippines.
Elle reçoit en 1985 le titre de scientifique nationale des Philippines.

## Biographie

### Jeunesse et formation
Encarnación Amoranto Alzona naît le 23 mars 1895 à Binan, sur l'île de Luçon dans la province de Laguna ; elle grandit dans la province de Tayabas. Son père est juge de première instance et parent éloigné de José Rizal. Son père et sa mère sont tous les deux de grands lecteurs, ce qui favorise ses penchants pour l'enseignement. Elle obtient un diplôme en histoire de l'Université des Philippines à Manille en 1917, et une maîtrise l'année suivante de la même université. Sa thèse est une étude historique sur l'éducation scolaire des femmes aux Philippines, un thème qui s'avère prometteur de son activité ultérieure comme militante pour le droit de vote des femmes.
Les Philippines étaient à l'époque une colonie américaine. Encarnación Alzona poursuit ses études aux États-Unis en tant que pensionado, chercheuse financée par le gouvernement américain. Elle obtient une autre maîtrise en histoire du Radcliffe College de l'Université Harvard en 1920, ainsi qu'un doctorat. de l'Université de Columbia en 1923. Encarnación Alzona est la première femme philippine à réussir un doctorat.

### Enseignante, militante pour le droit de vote des femmes
Encarnación Alzona retourne aux Philippines en 1923. Elle enseigne à la faculté du Département d'histoire du campus original de Manille de l'Université des Philippines, qui est ensuite transféré à l'Université des Philippines Diliman. Même si les femmes américaines ont obtenu le droit de vote en 1920, les femmes des Philippines, alors colonie américaine, n’ont pas encore le même droit. Dès 1919, Encarnación Alzona se prononce vivement en faveur de l'octroi du droit de vote aux femmes philippines, dans un article qu'elle fait paraître dans la Philippine Review.
Dans un article qu'elle écrit en 1926, Encarnación Alzona qualifie le Congrès des Philippines de « rempart du conservatisme », et déplore le fait que cette assemblée parlementaire n'ait pas encore envisagé de législation pour le droit de vote des femmes.
Encarnación Alzona est élue en 1928 présidente de l'Association philippine des femmes diplômées des universités, une association qui consacre finalement ses actions au lancement d'un mouvement pour accorder le droit de vote aux femmes. Pour sa part, Encarnación Alzona écrit en 1934 le livre La femme philippine : son statut social, économique et politique (1565-1933), dans lequel elle affirme le droit à l'égalité des femmes philippines malgré le manque considérable de leurs droits sociaux, civils et politiques.
Les différents écrits d'Encarnación Alzona au cours de cette période renforcent le soutien social et politique au droit de vote des femmes, qui est finalement accordé en 1937.

### Historienne
En tant qu'universitaire, Encarnación Alzona écrit plusieurs livres sur l’histoire des Philippines. Son premier livre, publié en 1932, s'intitule A History of Education in the Philippines 1565-1930. Il est salué par la critique comme « un compte rendu complet de l'éducation et du développement culturel du pays [et] probablement l'ouvrage le plus clair et le plus complet sur le sujet à ce jour ». Encarnación Alzona écrit également écrit des biographies sur des femmes philippines pionnières comme Paz Guazon et Librada Avelino, et elle entreprend la traduction des œuvres historiques de l'écrivain José Rizal et de Graciano Lopez Jaena. Elle est aussi l'autrice d'une monographie historique espagnol intitulée El Llegado de España a Filipinas, étude qui lui vaut de recevoir le Lone Prize décerné en 1954 par le Congreso de Hispanistas de Filipinas.
Encarnación Alzona quitte la faculté de l'Université des Philippines en 1945, même si elle sera nommée professeur émérite d'histoire à cette université en 1963.
Elle cofonde en 1955 la Philippine Historical Association avec d'autres historiens éminents tels que Teodoro Agoncillo et Gregorio Zaide. Encarnación Alzona préside de 1959 à 1966 la Commission historique nationale, qui devient ensuite l'Institut historique national. Encarnación Alzona est une promotrice infatigable des œuvres et de l'héritage de son lointain parent, le héros national José Rizal. En plus de la traduction de ses œuvres et de ses fréquentes conférences sur Rizal, Encarnación Alzona devient la première présidente du Kababaihang Rizal.

### Personnalité publique
Encarnación Alzona choisit de rester à Manille pendant toute la durée de l'occupation japonaise pendant la Seconde Guerre mondiale, mais elle s'engage dans la résistance philippine et participe à la guérilla contre les Japonais.
Après la guerre, Encarnación Alzona est nommée par le président Manuel Roxas comme membre de la délégation philippine auprès de l'Organisation des Nations unies pour l'éducation, la science et la culture (Unesco). Elle sert dans cette délégation jusqu'en 1949 ; à l'Unesco elle est élue en 1946 présidente du Sous-comité des sciences sociales, de la philosophie et des sciences humaines.

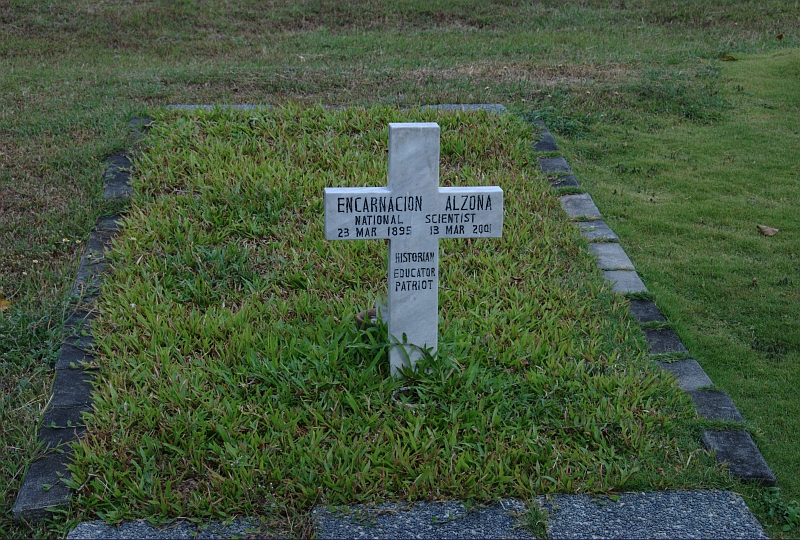
En tant que scientifique nationale, Encarnación Alzona est enterrée au Libingan ng mga Bayani.

Encarnación Alzona est membre du Conseil des régents de l'Université des Philippines, de 1959 à 1966. Le 12 juillet 1985, elle est nommée « scientifique nationale des Philippines » par le président de l'époque, Ferdinand Marcos.
Encarnación Alzona est l'une des rares Philippins notables à avoir atteint le statut de centenaire. Elle meurt le 13 mars 2001 à Manille, 10 jours avant son 106e anniversaire. Comme « scientifique nationale », elle est enterrée au cimetière national de Libingan ng mga Bayani.